# Salvelinus umbla

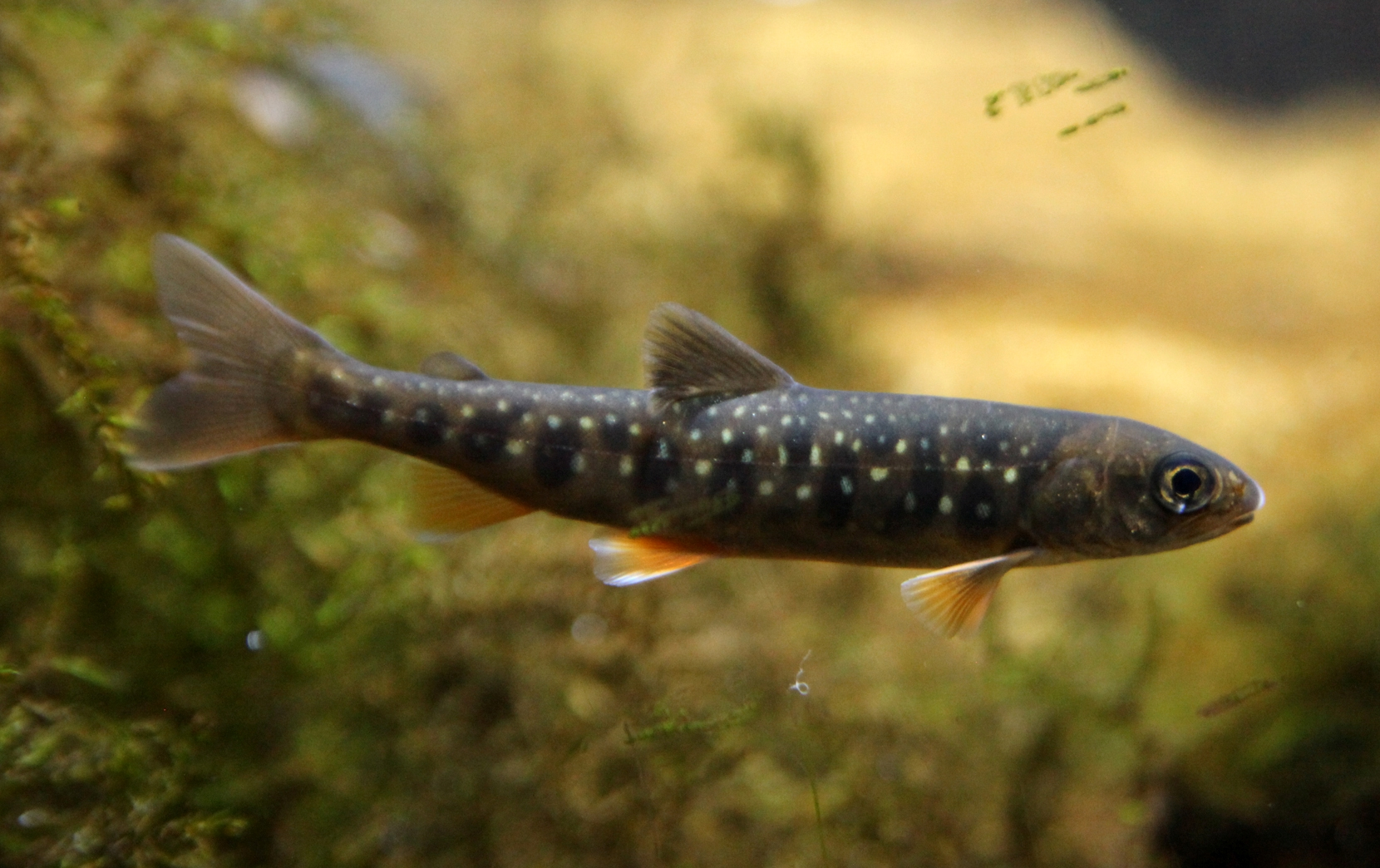
Filhote

Salvelinus umbla, é uma espécie de  truta encontrada em certos lagos da região dos Alpes, na Europa.
Esta espécie de truta geralmente habita as águas mais profundas dos lagos, alimentando-se de crustáceos, insetos e fauna bêntica. Espécimes maiores podem ser piscívoros. Eles procuram áreas com fundo de seixos ou pedras em encostas íngremes, em profundidades entre 30 e 120 m durante a época da desova.

## Distribuição
Esta espécie de truta vive em lagos de vales glaciais alpinos e subalpinos da Europa central, entre a França e a Áustria e entre a Alemanha e o norte da Itália. Foi introduzida também em lagos de alta altitude.
Embora seja avaliada como uma espécie pouco preocupante pela União Internacional para a Conservação da Natureza (IUCN), a eutrofização dos lagos na região subalpina, que começou na década de 1950 e atingiu o pico em 1979, afetou gravemente as populações de Salvelinus umbla, que entraram em colapso durante esse período. S. umbla tornou-se localmente extinta [en] em lagos como o lago Mondsee [en], e outras espécies de trutas, como Salvelinus profundus [en], foram levadas à extinção no mesmo período. Atualmente, no entanto, a maioria das populações está se recuperando gradualmente.
O nome Salvelinus umbla também foi usado na Suécia para populações de trutas da parte central do país, referidas como storröding (truta grande), em distinção à fjällröding do norte ( = Salvelinus alpinus). Acredita-se que essas populações não estejam relacionadas com as populações da Europa Central; em vez disso, as storröding do lago Sommen e do lago Vättern estão intimamente relacionadas com a truta do lago Ladoga, na Rússia.